# 里贝拉广场

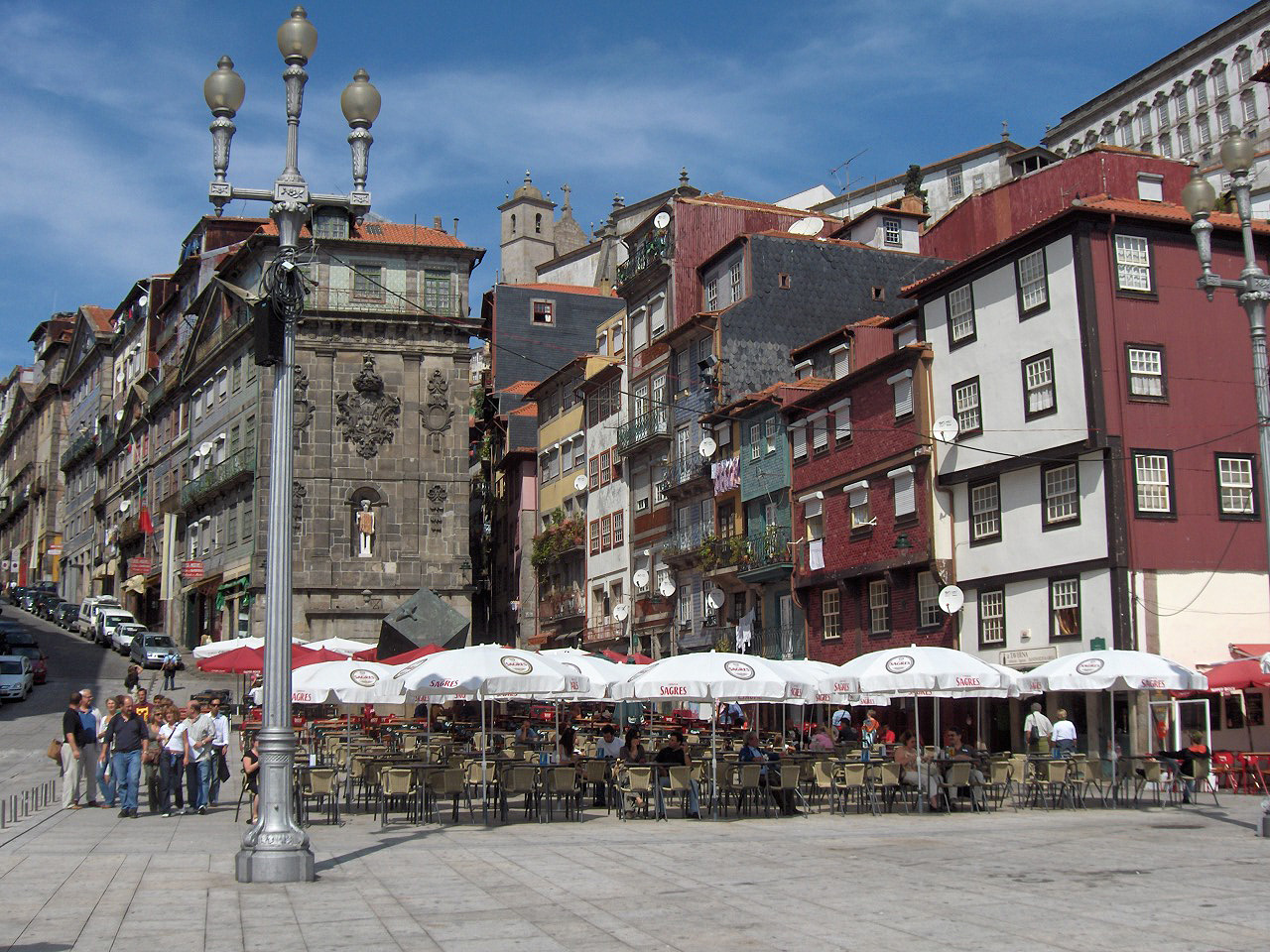
里贝拉广场

里贝拉广场（葡萄牙語：Praça da Ribeira）是葡萄牙波尔图的一个广场，位于城市的历史中心，是这个世界遗产项目的一部分。
该广场位于河滨历史文化区，属于圣尼各老堂区。里贝拉区沿着杜罗河延伸，自中世纪以来便是繁忙的商业和制造业活动的中心。那时，广场上有许多售卖鱼，面包，肉类及其他商品的店铺。1491年，广场周围的建筑物毁于大火，重建的房屋在底楼带有拱廊。同时，广场也铺设了石板路面。
在18世纪中叶，该市需要提升人货流动的速度，于是开辟了一条新的街道，圣若望街（São João），连接里贝拉和上城，也促进了广场本身的开发。这一工程在1776年到1782年进行，由英国领事约翰·怀特黑德执行。广场的东、西、北三面被带拱廊的建筑物环绕，而面临杜罗河的广场南侧，由中世纪的城墙所环绕。1821年，这些城墙被拆除，广场便向河流敞开。
广场的北部有一巨大的喷泉，高三层，建于18世纪80年代，装饰着葡萄牙的国徽。喷泉顶部为施洗约翰的雕像。此外，广场上还有何塞·罗德里格斯的现代雕塑。